# Bryophaenocladius sclerus
Bryophaenocladius sclerus is een muggensoort uit de familie van de dansmuggen (Chironomidae). De wetenschappelijke naam van de soort is voor het eerst geldig gepubliceerd in 2004 door Wang, Liu & Epler.